# Alekszej Ivanovics Gyjacskov
Alekszej Ivanovics Gyjacskov (oroszul: Алексей Иванович Дьячков), (1900-1968) szovjet gyógypedagógus, a pedagógiai tudományok doktora, a defektológia (=oligofrénpedagógia) nemzetközi hírű művelője és képviselője.

## Életpályája
Több évig professzora és dékánja a moszkvai Lenin Pedagógiai Intézet Defektológiai Fakultásának, majd (1951-68) a moszkvai Defektológiai Intézet igazgatója. Kutatási területe főként a szurdopedagógia, azaz a hallássérültek (siketek és nagyothallók) gyógypedagógiája. Iskolai kísérleteket vezetett, nevelési, oktatási, módszertani műveket írt. Átfogó defektológiai tudományszervező tevékenységet fejtett ki, a defektológia alapkérdéseiről értekezett.

## Munkái (válogatás)
- Методика преподавания арифметики в школе глухонемых (=A számtan tanításának módszertana a siketnémák iskolájában, Moszkva, 1953)
- Воспитание и обучение глухонемых детей (=A siketnéma gyermekek nevelése és oktatása, Moszkva, 1957)
- Системы обучения глухих детей (=Siket gyermekek oktatási rendszerei, Moszkva, 1961)[1]